# VBulletin
VBulletin (regelmatig afgekort als vB) is een commercieel internetforumsysteem, ontwikkeld door Jelsoft Enterprises. Het is geschreven in PHP en maakt gebruik van een MySQL-database. Het is te vergelijken met andere forumsoftware, zoals phpBB en UBB.threads. vBulletin bevat geavanceerde functies zoals templates, een plug-insysteem, een volledig gedocumenteerde API (om vBulletin-functionaliteit te integreren in andere programma's) en AJAX-mogelijkheden.

## Beschikbare versies
Momenteel zijn er 7 versies van vBulletin beschikbaar. Enkel de recente versies worden nog van bugfixes en securityfixes voorzien.
- 5.0: Stukken van Bootstrap werden vernieuwd, bugfixes en veel meer.
- 4.0
- 3.8.x: Google AdSense-integratie, uitbreiding van de sociale gebruikersgroepen (met o.a. discussies en categorieën), verbeteringen aan de privéberichten en profiel privacy.
- 3.7.x: Introductie van tagging, sociale gebruikersgroepen en netwerkfuncties, inline spambeheerfuncties, onderwerpvoorvoegsels, openbare berichten, fotoalbums en conditionele mededelingen. Uitbreiding en verbetering van het gebruikersprofiel.
- 3.6.x: Vele kleine extra features (inhaalbeweging op Invision Power Board), meer AJAX mogelijkheden en de introductie van het waarschuwingssysteem
- 3.5.x: Introductie van het plug-insysteem, api en de AJAX-mogelijkheden
- 3.0.x: Volledig herwerkt met introductie van onder meer de wysiwyg-editor, een karmasysteem
- 2.x: Volledig herwerkt met introductie van onder meer de privéberichten, polls, vriendenlijst

## Kosten
VBulletin wordt op twee verschillende manieren in licentie gegeven.
- Een jaarlijks te verlengen toestemming tot gebruik, vanaf 14,99 USD per maand. De gebruiker is verplicht te verlengen wanneer deze gebruik wil blijven maken van de software. Dit abonnement is ook beschikbaar op maandbasis, maar dan voor een hoger bedrag per maand.
- Een eenmalige aankoop, van 249 USD. Upgrades dienen vervolgens apart aangekocht te worden.